# 로린도 알메이다

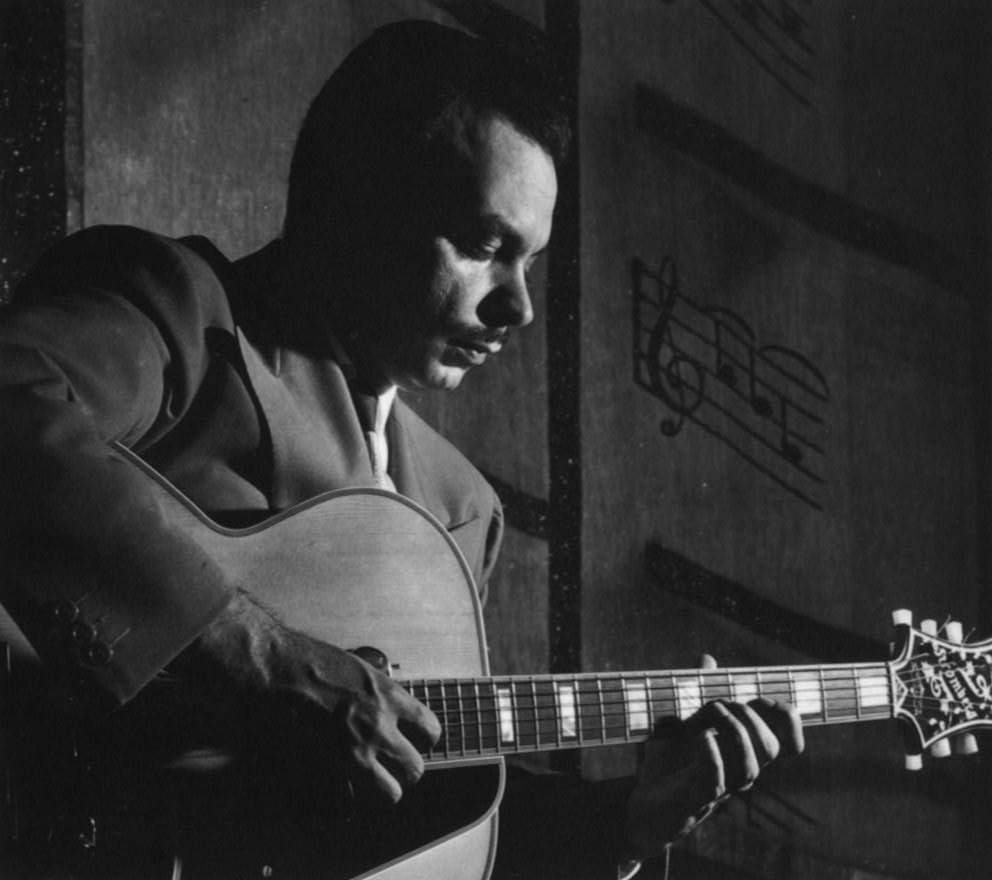
Laurindo Almeida, c. 1947

로린도 알메이다(Laurindo Almeida, 1917년 ~ 1995년)는 미국의 기타 연주자이다. 클래식, 재즈, 파퓰러 등으로 그 활동범위는 매우 넓으며, 그의 재능 또한 놀랍다. 브라질 상파울루에서 태어난 그는 고향에서 활약한 뒤 1947년에 미국으로 건너가 서해안에서 활약을 계속하였다. 처음에는 스탠 캔턴 악단과 공연하여 당시의 최전위 재즈 운동에 참가하여 이름을 떨치고, 그 뒤에도 재즈계와 접촉하면서 기타와 류트를 연주하고 클래식 음악에 관계하거나 영화음악의 작곡을 하는 등 상당히 상업적인 음반까지 취입하였다.